# فیونا می
فیونا می (انگلیسی: Fiona May؛ زادهٔ ۱۲ دسامبر ۱۹۶۹) ورزشکار سابق پرش طول متولد انگلستان است که برای کشورهای بریتانیا و ایتالیا در مسابقات دو و میدانی به رقابت پرداخته‌است.
از افتخارات وی می‌توان به کسب مدال نقره پرش طول در بازی‌های المپیک تابستانی ۱۹۹۶ و بازی‌های المپیک تابستانی ۲۰۰۰ بوده‌است.